# カルドゥヌイ
カルドゥヌイとは、種無しの生地で作られた具入りのダンプリングである。ベラルーシ、リトアニア、ポーランドで食べられ、ポーランドのピエロギ、ロシアのペリメニ、ウクライナのヴァレーニキなどの料理と似ている。
スラヴの言語で、「カルドゥヌイ」は「魔術師」「魔法使い」を意味するが、料理の名前となった経緯は明らかになっていない。

## 解説
最も単純なカルドゥヌイの生地は小麦粉をぬるま湯、卵、いくらかの塩を混ぜたもので作られており、 他のペストリーの生地と同じように乾燥を防ぐために布巾か布で覆って寝かせなければならない。カルドゥヌイの生地は軟らかく伸縮性があり、包んだ具を容易に密封できる。また、水の代わりにタマネギの汁を使って生地を作るバリエーションも存在する。
大きく浅い鍋に入れた塩水を弱火にかけ、その中で生地が茹でられる。鍋に入ったスープで生地を茹でてそのまま供することもあれば、 焼き上げ、あるいは揚げて調理することもある。ポリーシャ風カルドゥヌイは茹でた川魚と固ゆで卵を詰めた生地を揚げたものである。kundumy（кундюмы）と呼ばれるカルドゥヌイの一種はキノコを詰めた生地を茹でずに焼き上げるか、もしくは揚げて調理される。

カルドゥヌイは具によってメインの料理として、時にはデザートとして供される。前者の料理には肉類、キノコ、ファーマーチーズ、魚が使われ、後者には新鮮な果物やドライフルーツが使われる。カルドゥヌイのソースとトッピングも詰め物に応じて変わり、キノコと燻製の豚が具にされるヴィリニュス風カルドゥヌイには溶かしバターが添えられ、ファーマーチーズかつぶしたジャガイモが入ったロシア風カルドゥヌイの具には濃厚なサワークリームが欠かせない。デザートのカルドゥヌイにはシナモンや果物のシロップがかけられる。ユダヤ料理のクレプラハと同じように、カルドゥヌイは牛のブイヨンやボルシチのようなスープに入れて供されることもある。
大きいカルドゥヌイともいえるマンティは、14世紀末からベラルーシに居住するようになったタタール人がイスラム教の祭日の際に作る料理である。 マンティは香辛料を効かせた羊肉か仔牛の肉の具が使われ、スプーンで食べられるために具を包む皮が破れにくく、中の肉汁が失われない。

## カルドゥヌイのバリエーション
カルドゥヌイにはさまざまな種類の具が使われる。
- すりつぶした、あるいはみじん切りにした肉類
- 生、もしくは乾燥させたキノコ
- キノコと豚肉の燻製を同じ割合で混ぜたもの（ヴィリニュス風カルドゥヌイ）
- 白米と固ゆでの卵
- キノコとザワークラウトのソテー
- 魚（カワカマスやサンデルのような淡水魚を骨付きのまま、みじん切りにして、ゆで卵や目玉焼きと混ぜる）
- ビルベリー
- サクランボ